# Bilan saison par saison des Yankees de New York
Les Yankees de New York sont une franchise de la Ligue majeure de baseball depuis 1901. Cette page retrace les résultats de l'équipe depuis cette première saison avec l'indication des résultats en saison régulière et ceux enregistrés en phase de play-offs.

## Baltimore Orioles: 1901-1902
| Saison | Vic.-Déf. | Class. |
| ------ | --------- | ------ |
| 1901   | 68-65     | 5e AL  |
| 1902   | 50-88     | 8e AL  |

## New York Highlanders: 1903–1912
| Saison | Vic.-Déf. | Class. | World Series |
| ------ | --------- | ------ | ------------ |
| 1903   | 72-62     | 4e AL  |              |
| 1904   | 92-59     | 2e AL  |              |
| 1905   | 71-78     | 6e AL  |              |
| 1906   | 90-61     | 2e AL  |              |
| 1907   | 70-78     | 5e AL  |              |
| 1908   | 51-103    | 8e AL  |              |
| 1909   | 74-77     | 5e AL  |              |
| 1910   | 88-63     | 2e AL  |              |
| 1911   | 76-76     | 6e AL  |              |
| 1912   | 50-102    | 8e AL  |              |

## New York Yankees: 1913–1968
| Saison | Vic.-Déf. | Class. | World Series                  |
| ------ | --------- | ------ | ----------------------------- |
| 1913   | 54-94     | 7e AL  |                               |
| 1914   | 70-84     | 6e AL  |                               |
| 1915   | 69-83     | 5e AL  |                               |
| 1916   | 80-74     | 4e AL  |                               |
| 1917   | 71-82     | 6e AL  |                               |
| 1918   | 60-63     | 4e AL  |                               |
| 1919   | 80-59     | 3e AL  |                               |
| 1920   | 95-59     | 3e AL  |                               |
| 1921   | 98-55     | 1er AL | New York Giants D (5-3)       |
| 1922   | 94-60     | 1er AL | New York Giants D (4-0-1)     |
| 1923   | 98-54     | 1er AL | New York Giants V (4-2)       |
| 1924   | 89-63     | 2e AL  |                               |
| 1925   | 69-85     | 7e AL  |                               |
| 1926   | 91-63     | 1er AL | St-Louis Cardinals D (4-3)    |
| 1927   | 110-44    | 1er AL | Pittsburgh Pirates V (4-2)    |
| 1928   | 101-53    | 1er AL | St-Louis Cardinals V (4-0)    |
| 1929   | 88-66     | 2e AL  |                               |
| 1930   | 86-68     | 3e AL  |                               |
| 1931   | 94-59     | 2e AL  |                               |
| 1932   | 107-47    | 1er AL | Chicago Cubs V (4-0)          |
| 1933   | 91-59     | 2e AL  |                               |
| 1934   | 94-60     | 2e AL  |                               |
| 1935   | 89-60     | 2e AL  |                               |
| 1936   | 102-51    | 1er AL | New York Giants V (4-2)       |
| 1937   | 102-52    | 1er AL | New York Giants V (4-1)       |
| 1938   | 99-53     | 1er AL | Chicago Cubs V (4-0)          |
| 1939   | 106-45    | 1er AL | Cincinnati Reds V (4-0)       |
| 1940   | 88-66     | 3e AL  |                               |
| 1941   | 101-53    | 1er AL | Brooklyn Dodgers V (4-1)      |
| 1942   | 103-51    | 1er AL | St-Louis Cardinals D (4-1)    |
| 1943   | 98-56     | 1er AL | St-Louis Cardinals V (4-1)    |
| 1944   | 83-71     | 3e AL  |                               |
| 1945   | 81-71     | 4e AL  |                               |
| 1946   | 87-67     | 3e AL  |                               |
| 1947   | 97-57     | 1er AL | Brooklyn Dodgers V (4-3)      |
| 1948   | 94-60     | 3e AL  |                               |
| 1949   | 97-57     | 1er AL | Brooklyn Dodgers V (4-1)      |
| 1950   | 98-56     | 1er AL | Philadelphia Phillies V (4-0) |
| 1951   | 98-56     | 1er AL | New York Giants V (4-2)       |
| 1952   | 95-59     | 1er AL | Brooklyn Dodgers V (4-3)      |
| 1953   | 99-52     | 1er AL | Brooklyn Dodgers V (4-2)      |
| 1954   | 103-51    | 2e AL  |                               |
| 1955   | 96-58     | 1er AL | Brooklyn Dodgers D (4-3)      |
| 1956   | 97-57     | 1er AL | Brooklyn Dodgers V (4-3)      |
| 1957   | 98-56     | 1er AL | Milwaukee Braves D (4-3)      |
| 1958   | 92-62     | 1er AL | Milwaukee Braves V (4-3)      |
| 1959   | 79-75     | 3e AL  |                               |
| 1960   | 67-57     | 1er AL | Pittsburgh Pirates D (4-3)    |
| 1961   | 109-53    | 1er AL | Cincinnati Reds V (4-1)       |
| 1962   | 96-66     | 1er AL | San Francisco Giants V (4-3)  |
| 1963   | 104-57    | 1er AL | Los Angeles Dodgers D (4-0)   |
| 1964   | 99-63     | 1er AL | St-Louis Cardinals D (4-3)    |
| 1965   | 77-85     | 6e AL  |                               |
| 1966   | 70-89     | 10e AL |                               |
| 1967   | 72-90     | 9e AL  |                               |
| 1968   | 83-79     | 5e AL  |                               |

## New York Yankees: 1969–1993
| Saison | Vic.-Déf. | Class.     | AL Championship Series     | World Series                |
| ------ | --------- | ---------- | -------------------------- | --------------------------- |
| 1969   | 80-81     | 5e AL Est  |                            |                             |
| 1970   | 93-69     | 2e AL Est  |                            |                             |
| 1971   | 82-80     | 4e AL Est  |                            |                             |
| 1972   | 79-76     | 4e AL Est  |                            |                             |
| 1973   | 80-82     | 4e AL Est  |                            |                             |
| 1974   | 89-73     | 2e AL Est  |                            |                             |
| 1975   | 83-77     | 3e AL Est  |                            |                             |
| 1976   | 81-78     | 1er AL Est | Kansas City Royals V (3-2) | Cincinnati Reds D (4-0)     |
| 1977   | 100-62    | 1er AL Est | Kansas City Royals V (3-2) | Los Angeles Dodgers V (4-2) |
| 1978   | 100-63    | 1er AL Est | Kansas City Royals V (3-1) | Los Angeles Dodgers V (4-2) |
| 1979   | 89-71     | 4e AL Est  |                            |                             |
| 1980   | 103-59    | 1er AL Est | Kansas City Royals D (3-0) |                             |
| 1981   | 34-22     | 1er AL Est | Oakland Athletics V (3-0)  | Los Angeles Dodgers D (4-2) |
| 1982   | 79-83     | 5e AL Est  |                            |                             |
| 1983   | 91-71     | 3e AL Est  |                            |                             |
| 1984   | 87-75     | 3e AL Est  |                            |                             |
| 1985   | 97-64     | 2e AL Est  |                            |                             |
| 1986   | 90-72     | 2e AL Est  |                            |                             |
| 1987   | 89-73     | 4e AL Est  |                            |                             |
| 1988   | 85-76     | 5e AL Est  |                            |                             |
| 1989   | 74-87     | 5e AL Est  |                            |                             |
| 1990   | 67-95     | 7e AL Est  |                            |                             |
| 1991   | 71-91     | 5e AL Est  |                            |                             |
| 1992   | 76-86     | 4e AL Est  |                            |                             |
| 1993   | 88-74     | 2e AL Est  |                            |                             |

## New York Yankees: depuis 1994
| Saison | Vic.-Déf. | Class.     | Spectateurs | Moyenne | AL Division Series                                 | AL Division Series                                 | AL Championship Series                             | AL Championship Series                             | World Series                                       | World Series                                       |
| ------ | --------- | ---------- | ----------- | ------- | -------------------------------------------------- | -------------------------------------------------- | -------------------------------------------------- | -------------------------------------------------- | -------------------------------------------------- | -------------------------------------------------- |
| 1994   | 70-42     | 1er AL Est | 1 675 556   | 30 465  | pas de play-offs en raison de la grève des joueurs | pas de play-offs en raison de la grève des joueurs | pas de play-offs en raison de la grève des joueurs | pas de play-offs en raison de la grève des joueurs | pas de play-offs en raison de la grève des joueurs | pas de play-offs en raison de la grève des joueurs |
| 1995   | 79-65     | 2e AL Est  | 1 705 263   | 23 684  | Seattle Mariners                                   | D (3-2)                                            |                                                    |                                                    |                                                    |                                                    |
| 1996   | 92-70     | 1er AL Est | 2 250 877   | 27 789  | Texas Rangers                                      | V (3-1)                                            | Baltimore Orioles                                  | V (4-1)                                            | Atlanta Braves                                     | V (4-2)                                            |
| 1997   | 96-66     | 2e AL Est  | 2 580 325   | 31 856  | Cleveland Indians                                  | D (3-2)                                            |                                                    |                                                    |                                                    |                                                    |
| 1998   | 114-48    | 1er AL Est | 2 955 193   | 36 484  | Texas Rangers                                      | V (3-0)                                            | Cleveland Indians                                  | V (4-2)                                            | San Diego Padres                                   | V (4-0)                                            |
| 1999   | 98-64     | 1er AL Est | 3 292 736   | 40 651  | Texas Rangers                                      | V (3-0)                                            | Boston Red Sox                                     | V (4-1)                                            | Atlanta Braves                                     | V (4-0)                                            |
| 2000   | 87-74     | 1er AL Est | 3 055 435   | 37 721  | Oakland Athletics                                  | V (3-2)                                            | Seattle Mariners                                   | V (4-2)                                            | New York Mets                                      | V (4-1)                                            |
| 2001   | 95-65     | 1er AL Est | 3 264 907   | 40 307  | Oakland Athletics                                  | V (3-2)                                            | Seattle Mariners                                   | V (4-1)                                            | Arizona Diamondbacks                               | D (3-4)                                            |
| 2002   | 103-58    | 1er AL Est | 3 465 807   | 42 788  | Anaheim Angels                                     | D (1-3)                                            |                                                    |                                                    |                                                    |                                                    |
| 2003   | 101-61    | 1er AL Est | 3 465 600   | 42 785  | Minnesota Twins                                    | V (3-1)                                            | Boston Red Sox                                     | V (4-3)                                            | Florida Marlins                                    | D (2-4)                                            |
| 2004   | 101-61    | 1er AL Est | 3 775 292   | 46 609  | Minnesota Twins                                    | V (3-1)                                            | Boston Red Sox                                     | D (3-4)                                            |                                                    |                                                    |
| 2005   | 95-67     | 1er AL Est | 4 090 696   | 50 502  | Anaheim Angels                                     | D (2-3)                                            |                                                    |                                                    |                                                    |                                                    |
| 2006   | 97-65     | 1er AL Est | 4 248 067   | 52 445  | Detroit Tigers                                     | D (1-3)                                            |                                                    |                                                    |                                                    |                                                    |
| 2007   | 94-68     | 2e AL Est  | 4 271 083   | 52 729  | Cleveland Indians                                  | D (1-3)                                            |                                                    |                                                    |                                                    |                                                    |
| 2008   | 89-73     | 3e AL Est  | 4 298 655   | 53 070  |                                                    |                                                    |                                                    |                                                    |                                                    |                                                    |
| 2009   | 103-59    | 1er AL Est | 3 719 358   | 45 918  | Minnesota Twins                                    | V (3-0)                                            | Los Angeles Angels                                 | V (4-2)                                            | Philadelphia Phillies                              | V (4-2)                                            |
| 2010   | 95-67     | 2e AL Est  | 3 765 807   | 46 471  | Minnesota Twins                                    | V (3-0)                                            | Rangers du Texas                                   | D (2-4)                                            |                                                    |                                                    |
| 2011   | 97-65     | 1er AL Est | 3 653 680   | 45 107  | Detroit Tigers                                     | D (2-3)                                            |                                                    |                                                    |                                                    |                                                    |
| 2012   | 95-67     | 1er AL Est | 3 542 406   | 43 733  | Baltimore Orioles                                  | V (3-2)                                            | Detroit Tigers                                     | D (0-4)                                            |                                                    |                                                    |
| 2013   | 85-77     | 3e AL Est  | 3 279 589   | 40 489  |                                                    |                                                    |                                                    |                                                    |                                                    |                                                    |
| 2014   | 84-78     | 2e AL Est  | 3 401 624   | 41 995  |                                                    |                                                    |                                                    |                                                    |                                                    |                                                    |
| 2015   | 87-75     | 2e AL Est  | 3 193 795   | 39 430  |                                                    |                                                    |                                                    |                                                    |                                                    |                                                    |
| 2016   | 84-78     | 4e AL Est  | 3 063 405   | 37 820  |                                                    |                                                    |                                                    |                                                    |                                                    |                                                    |
| 2017   | 91-71     | 2e AL Est  | 3 154 938   | 38 950  | Cleveland Indians                                  | V (3-2)                                            | Houston Astros                                     | D (3-4)                                            |                                                    |                                                    |
| 2018   | 100-62    | 2e AL Est  | 3 482 855   | 42 998  | Boston Red Sox                                     | D (1-3)                                            |                                                    |                                                    |                                                    |                                                    |
| 2019   | 103-59    | 1er AL Est | 3 304 404   | 40 795  | Minnesota Twins                                    | V (3-0)                                            | Houston Astros                                     | D (2-4)                                            |                                                    |                                                    |
| 2020   | 33-27     | 2e AL Est  | 0           | 0       | Cleveland Indians                                  | V (2-0)                                            | Tampa Bay Rays                                     | D (2-3)                                            |                                                    |                                                    |

## Résumé
- Résultats cumulées en saison régulière de ligue majeure : 9575 victoires pour 7294 défaites (.568)
- Résultats cumulées en play-offs : 213-141 (.602)
- 40 titres de Ligue américaine
- 27 titres de World Series